# Chiovini Márta
Chiovini Márta (Szolnok, 1928. április 2. – 2023. május 22.) a Magyar Állami Operaház koncertmestere, hegedűművész, magántanár.

## Életútja
Művészcsaládba született. Édesapja, Chiovini Ferenc, későbbi Munkácsy Mihály-díjas festőművész volt, édesanyja Wegling Irén mint férje, szintén a Képzőművészeti Főiskolán szerzett diplomát festészetből. Chiovini Márta gyermekkora, az akkori Szolnoki Művésztelep kiemelkedő művészgárdája (Aba-Novák Vilmos, Bernáth Aurél, Fényes Adolf, Mattioni Eszter, Zádor István stb.) mellett telt el, mégis a zene vonzáskörébe került.
Tanulmányait az Állami Bánffy leánygimnáziumban kezdte meg Szolnokon, majd a második világháború nehézségei között magántanulóként vizsgázott az akkori Zeneakadémián, közben férjhez ment dr. Aszódi Imre törvényszéki jegyzőhöz (későbbi lírai költőhöz). Két gyermeke született: dr. Aszódi Gábor fizikus és Aszódi Mária operaénekes. Ezekben az években a Szolnoki Állami Zeneiskola (ma Szolnoki Bartók Béla Alapfokú Művészeti Iskola) művésztanáraként oktatott sikeresen.
Házassága 1955-ben megromlott és két évvel később 1957 februárjában próbajátékon felvételt nyert a Magyar Állami Operaházba. Itt ismerte meg második férjét, Kenéz Ernő operaénekest 1959-ben, akivel 3 év után különváltak útjaik.
Az 1960-as évektől kezdett meredeken felívelni karrierje; 1965-ben Ferencsik János főzeneigazgató nevezte ki az Operaház első női szólamvezetőjévé, majd ezt követően koncertmestere lett. Az Operaház-, és annak tagjaiból alakult Filharmóniai Társaság Zenekarával a világ számos országában turnézott, pl. Japán, Mexikó, Oroszország, Európa csaknem összes országa. Eközben több világhírű karmesterrel dolgozott együtt: Ferencsik János, Kobajasi Kenicsiró, Lamberto Gardelli, Sir Solti György, Lorin Maazel, Alberto Erede stb.

### Önálló zenei tevékenységei
- Chiovini Vonósnégyes: koncertestek a Zeneakadémián, Magyar Nemzeti Múzeumban stb.
- Chiovini női zenekar vezetőjeként 8 éven át nyaranta koncertturnék a skandináv országokba és Németországba a Koncertiroda szervezésében

### Nyugdíj után
1994-es nyugdíjba vonulása után énekes-színházi múltjából merített tapasztalatait, ún. könnyű- és komolyzenei énektanárként kamatoztatta. E tevékenysége, a mai napig tart, legsikeresebb tanítványai: Vincze Lilla, Arnóczky Noémi, Scholtz Attila, Gémes Júlia, Fekete Károly stb.
Zenei sokoldalúságát és művészi vénáját kihasználva a Kodály Zoltán Magyar Kórusiskolában hegedűt és hangképzést oktatott (1999–2002).
Édesapja halála után (1981) több kiállítást rendezett a művész tiszteletére (a 2010-es években unokája, Dr. Hatvani István Gábor értékes segítségével), melyekről számos rádió és televízió interjúban számolt be, ezzel is öregbítve Chiovini Ferenc hírnevét. 2008-ban megírta Chiovini Ferenc életét feldolgozó könyvét, amit a Magyar Nemzeti Galériában mutattak be.

### Utolsó évei
2012-es combnyaktörése után is aktív marad, egészen a COVID világjárványig tanított és zenélt. 2023. május 22-én 95 évesen érte a halál otthonában. Kívánságának megfelelően Szolnokon, szülei mellett helyezték örök nyugalomra. Halála után a Bartók Rádió 2023. június 24-én 16:20-kor emlékezett meg munkásságáról és korán elhunyt operaénekes lányáról, Aszódi Máriáról.

## Díjak, elismerések
- Szocialista Kultúráért elismerés (kétszeri kitüntetés: 1975, 1984 – adományozó: Kulturális Minisztérium, Miniszter)
- Legjobb Zenekari Művész (első díjazott, 1986 – adományozó: Magyar Állami Operaház Erkel Színház Zenekara)[12]
- Bartók Béla Pásztory-Ditta díj (1986 – adományozó: Liszt Ferenc Zeneművészeti Főiskola Bartók-Kuratóriuma)

## Publikációi
- Chiovini Márta: Chiovini Ferenc (2008, 192 p., kiadó: Hatvani István, ISBN 978-963-06-5547-7) /Édesapájáról írt könyve[5]/
- Chiovini Márta: Nagy Idők Tanúja Voltam Archiválva 2018. október 26-i dátummal a Wayback Machine-ben (2006, 31p Eds.: Dr. Írás Mátyás-Dr. Kaposvári Gyöngyi, kiadó: Danijanich Múzeum Baráti Kör)[4]
- Chiovini Márta: Visszaemlékezés Berényi Ferencre (2007) in. Majtényi Zoltán (Ed.) : Berényi Ferenc élete és munkássága, a festő vallomásai, nyilatkozatai és az egykorú műbírálatok tanusága szerint, 128 p. [13]
- Chiovini Márta: Chiovini Márta visszaemlékezései pp. 125-132 in Benedek Péter (Ed.) Besenyszög, kiadó: Besenyszögért Alapítvány 262 p.[14]

## Médiamegjelenések
- Chiovini Fenrec könyvbemutató. Duna TV: Kikötő friss, 2008.
- Mindenki más! Mégis, ki a legjobb? Archiválva 2017. március 2-i dátummal a Wayback Machine-ben: Elemző interjú Chiovini Márta énektanárnővel, a rock és metal énekesekről. Hard Rock Magazin, készítette Garael, MMarton88, 2010.03.24.
- 30 éve halt meg Chiovini Ferenc. Szolnok TV: híradó, 2011. november
- Chiovini Ferenc: Alföldi tájak, olasz hatások. EGER Televízió kulturális hírek, 2013.05.15
- Vincze Lilla munkássága kapcsán interjú Chiovini Mártával, mint az énekesnő énektanárával. Duna World: Család-barát, 2015.05.24.
- 117 perc, interjú Chiovini Mártával. Civil Rádió, szerk. Elekes Irén Borbála, 2016.04.28. 16:00-
- Kettesben Chiovini Mártával. Lánchíd Rádió, szerk. Szerdahelyi Csongor, 2016. május
- Rádióhangversenyek – Aszódi Mária (szoprán) énekel: Km.: Chiovini Márta (hegedű), Déri András (zongora) (22-es stúdió, 1996. október 30.), 2023.06.24.[15][16]

## Kritikák karrierje elején
"Chiovini Márta, aki hegedűjátékával megcáfolta azt a régi hiedelmet, hogy senki sem lehet próféta saját hazájában. Észrevétlenül fejlődött itt közöttünk addig a pontig , ahol a hegedülés már művészetté válik. Játékának finom nőiessége, gyöngéd érzelmessége, önfeledt összeolvadása az előadott művel, tónusának színessége, hegedűiének a biztos kézzel vezetett vonó alól fakadó édes éneke különösen Corelli concertójában ragadta őszinte el ismerésre és szűnni nem akaró tapsra a meglepett hallgatóságot. Nagy sikere szolgáljon buzdításul fiatal hegedűsünk további munká jához." Betowski Jenő zenekritikus (1954)
"Az est két hegedűséről, Mezricz- kynéről és Chiovini Mártáról csak két szóval akarom összefoglalni mondanivalómat: szépen hegedültek. Játékuk finomsága, magával ragadó liraisága megejtett minden szívet. A G-dur szonátát, az F-dur románcot s a kimondhatatlan bájú G-dur menüettet Mezriczkyné szólaltatta meg sok szépséggel. A Tavaszi szonátát, a G-dur románcot, valamint a zongoranégyes hegedű szólamát pedig Chiovini Márta hegedűje zengte el annyi nemes poézissel, hogy önkéntelenül felötlött bennem: nem sok város dicsekedhetik két ilyen remek női hegedűssel." Betowski Jenő zenekritikus (1954)